# ملك أباد (مياندوآب)
ملك أباد هي قرية في مقاطعة مياندوآب، إيران. عدد سكان هذه القرية هو 910 في سنة 2006.